# Oaks Stakes

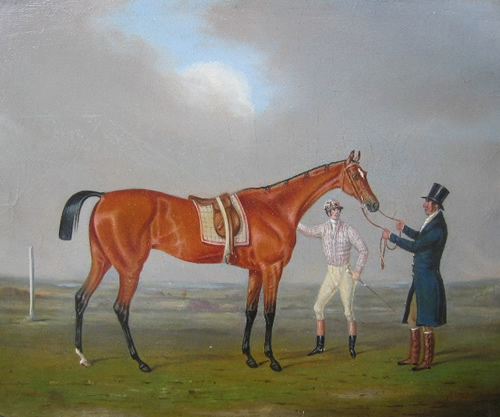
Eleanor, Oaks Siegerin von 1801

Die Oaks (offiziell Investec Oaks, umgangssprachlich The Oak) sind ein Gruppe I-Flachrennen für dreijährige Stuten in  Großbritannien. Es wird auf der Rennbahn Epsom Downs in Epsom über 2 420 m ausgetragen und findet jedes Jahr Anfang Juni statt.  Es ist nach dem St. Leger das zweitälteste der fünf klassischen Rennen, die zur Triple Crown für Stuten oder Hengste gehören.
In der Rennsaison ist es nach den 1000 Guineas das zweite klassische Stutenrennen. Anschließend wird das St. Leger ausgetragen.

## Geschichte
Das Rennen wurde nach dem Oaks Park in Carshalton im Londoner Stadtbezirk Sutton benannt, der östlich vom Epsom gelegen ist. Im 18. Jahrhundert war der Besitz an den 12. Earl of Derby vermietet. 1778 entwarf er zusammen mit seinen Gästen das Rennen. Die Oaks wurden 1779 zum ersten Mal gelaufen,  ein Jahr vor dem ersten Derby. Die Siegerin hieß Bridget und gehörte Lord Derby.
In der Folge wurden die Oaks zu einem der wichtigsten Rennen für Dreijährige in Großbritannien. Seit Mitte der 1860er Jahre, werden die fünf wichtigsten Rennen für diese Altersgruppe „klassische Rennen“ genannt. Dieses Konzept wurde von vielen anderen Ländern übernommen.
Europäische Varianten des Oaks sind beispielsweise das Irish Oaks, der Preis der Diana, der Prix de Diane in Chantilly und das Oaks d’Italia. Außerdem gibt es das AJC Oaks vom Australian Turf Club, die New Zealand Oaks und das Yushun Himba auf der Pferderennbahn Tokio.
Seit 1892 trägt jedes Pferd während des Rennens ein Gewicht von 9 Stones. Davor gab es einige Änderungen. Die ursprünglichen 8 Stones 4 Pfund, wurden erst auf 8 Stones herabgesetzt und dann schrittweise wieder angehoben.
Während der beiden Weltkriege wurde das Rennen in Newmarket unter dem Namen New Oaks Stakes gelaufen. Das Rennen von 2014 führte den Namen von Sir Henry Cecil im Titel. Cecil, der im Juni 2013 gestorben war, trainierte zwischen 1985 und 2007 acht Oaks Siegerinnen.

## Rekorde
- Jockey (9 Siege): Frank Buckle  – Nike (1797), Bellissima (1798), Bellina (1799), Scotia (1802), Theophania (1803), Meteora (1805), Neva (1817), Corinne (1818), Zinc (1823)
- Trainer (13 Siege): Robert Robson – Scotia (1802), Pelisse (1804), Meteora (1805), Briseis (1807), Morel (1808), Maid of Orleans (1809), Music (1813), Minuet (1815), Landscape (1816), Corinne (1818), Pastille (1822), Zinc (1823), Wings (1825)
- Besitzer (6 Siege): 4. Duke of Grafton – Music (1813), Minuet (1815), Pastille (1822), Zinc (1823), Turquoise (1828), Oxygen (1831)
- Schnellste Zeit (in Epsom) – Enable (2017), 2m 34.13s
- Größter Vorsprung – Sun Princess (1983), 12 lengths
- Höchste Quote – Vespa (1833) and Jet Ski Lady (1991), 50/1
- Niedrigste Quote – Pretty Polly (1904), 8/100
- Meiste Starter – 26, im Jahr 1848
- Wenigste Starter – 4, in den Jahren 1799 und 1904

## Siegerinnen
| Jahr      | Siegerin             | Jockey              | Trainer                    | Besitzer                                                                          | Zeit    |
| --------- | -------------------- | ------------------- | -------------------------- | --------------------------------------------------------------------------------- | ------- |
| 1779      | Bridget              | Dick Goodisson      | Saunders                   | 12. Earl of Derby                                                                 |         |
| 1780      | Tetotum              | Dick Goodisson      | Thomas Douglas             |                                                                                   |         |
| 1781      | Faith                | Dick Goodisson      | John Pratt                 | 1. Baron Grosvenor                                                                |         |
| 1782      | Ceres                | Sam Chifney         | John Pratt                 | 1. Baron Grosvenor                                                                |         |
| 1783      | Maid of the Oaks     | Sam Chifney         | John Pratt                 | 1. Baron Grosvenor                                                                |         |
| 1784      | Stella               | Charles Hindley     | Philip Burlton             |                                                                                   |         |
| 1785      | Trifle               | J. Bird             | John Pratt                 | 1. Earl of Clermont                                                               |         |
| 1786      | Yellow Filly         | James Edwards       | Richard Prince             | Sir Frank Standish                                                                |         |
| 1787      | Annette              | Dennis Fitzpatrick  | J. Watson                  | Richard Vernon                                                                    |         |
| 1788      | Nightshade           | Dennis Fitzpatrick  | Frank Neale                | 3. Earl of Egremont                                                               |         |
| 1789      | Tag                  | Sam Chifney         | Frank Neale                | 3. Earl of Egremont                                                               |         |
| 1790      | Hippolyta            | Sam Chifney         | Matt Stephenson            | 5. Duke of Bedford                                                                |         |
| 1791      | Portia               | John Singleton, Jr. | Matt Stephenson            | 5. Duke of Bedford                                                                |         |
| 1792      | Volante              | Charles Hindley     | John Pratt                 | 1. Earl of Clermont                                                               |         |
| 1793      | Caelia               | John Singleton, Jr. | Matt Stephenson            | 5. Duke of Bedford                                                                |         |
| 1794      | Hermione             | Sam Arnull          | Saunders                   | 12. Earl of Derby                                                                 |         |
| 1795      | Platina              | Dennis Fitzpatrick  | Frank Neale                | 3. Earl of Egremont                                                               |         |
| 1796      | Parisot              | John Arnull         | Richard Prince             | Sir Frank Standish                                                                |         |
| 1797      | Nike                 | Frank Buckle        | John Pratt                 | 1. Earl Grosvenor                                                                 |         |
| 1798      | Bellissima           | Frank Buckle        | Richard Prince             | John Durand                                                                       |         |
| 1799      | Bellina              | Frank Buckle        | John Pratt                 | 1. Earl Grosvenor                                                                 |         |
| 1800      | Ephemera             | Dennis Fitzpatrick  | Frank Neale                | 3. Earl of Egremont                                                               |         |
| 1801      | Eleanor              | John Saunders       | J. Frost                   | Sir Charles Bunbury                                                               |         |
| 1802      | Scotia               | Frank Buckle        | Robert Robson              | John Wastell                                                                      |         |
| 1803      | Theophania           | Frank Buckle        | Sam King                   | Sir Thomas Gascoigne                                                              |         |
| 1804      | Pelisse              | Bill Clift          | Robert Robson              | 3. Duke of Grafton                                                                |         |
| 1805      | Meteora              | Frank Buckle        | Robert Robson              | 2. Earl Grosvenor                                                                 |         |
| 1806      | Bronze               | William Edwards     | Dixon Boyce                | Berkeley Craven                                                                   |         |
| 1807      | Briseis              | Sam Chifney, Jr.    | Robert Robson              | Thomas Grosvenor                                                                  |         |
| 1808      | Morel                | Bill Clift          | Robert Robson              | 3. Duke of Grafton                                                                |         |
| 1809      | Maid of Orleans      | Ben Moss            | Robert Robson              | John Leveson-Gower                                                                |         |
| 1810      | Oriana               | Bill Peirse         | Bill Peirse                | Sir William Gerard                                                                |         |
| 1811      | Sorcery              | Sam Chifney, Jr.    | Dixon Boyce                | 5. Duke of Rutland                                                                |         |
| 1812      | Manuella             | Bill Peirse         | Bill Peirse                | W. N. W. Hewett                                                                   |         |
| 1813      | Music                | Tom Goodisson       | Robert Robson              | 4. Duke of Grafton                                                                |         |
| 1814      | Medora               | Sam Barnard         | Dixon Boyce                | 5. Duke of Rutland                                                                |         |
| 1815      | Minuet               | Tom Goodisson       | Robert Robson              | 4. Duke of Grafton                                                                |         |
| 1816      | Landscape            | Sam Chifney, Jr.    | Robert Robson              | John Leveson-Gower                                                                |         |
| 1817      | Neva                 | Frank Buckle        | Dixon Boyce                | George Watson                                                                     |         |
| 1818      | Corinne              | Frank Buckle        | Robert Robson              | John Udney                                                                        |         |
| 1819      | Shoveler             | Sam Chifney, Jr.    | William Chifney            | Thomas Thornhill                                                                  |         |
| 1820      | Caroline             | Harry Edwards       | Robert Stephenson          | 3. Earl of Egremont                                                               |         |
| 1821      | Augusta              | Jem Robinson        | R. Prince, Jr.             | 2. Marquess of Exeter                                                             |         |
| 1822      | Pastille             | Harry Edwards       | Robert Robson              | 4. Duke of Grafton                                                                |         |
| 1823      | Zinc                 | Frank Buckle        | Robert Robson              | 4. Duke of Grafton                                                                |         |
| 1824      | Cobweb               | Jem Robinson        | James Edwards              | 5. Earl of Jersey                                                                 |         |
| 1825      | Wings                | Sam Chifney, Jr.    | Robert Robson              | Thomas Grosvenor                                                                  |         |
| 1826      | Lilias               | Tommy Lye           | John Forth                 | John Forth                                                                        |         |
| 1827      | Gulnare              | Frank Boyce         | John Kent                  | 5. Duke of Richmond                                                               |         |
| 1828      | Turquoise            | John Barham Day     | Robert Stephenson          | 4. Duke of Grafton                                                                |         |
| 1829      | Green Mantle         | George Dockeray     | Charles Marson             | 2. Marquess of Exeter                                                             |         |
| 1830      | Variation            | George Edwards      | Bobby Pettit               | William Scott Stonehewer                                                          |         |
| 1831      | Oxygen               | John Barham Day     | Robert Stephenson          | 4. Duke of Grafton                                                                |         |
| 1832      | Galata               | Patrick Conolly     | Charles Marson             | 2. Marquess of Exeter                                                             |         |
| 1833      | Vespa                | Jem Chapple         | H. Scott                   | Sir Mark Wood                                                                     |         |
| 1834      | Pussy                | John Barham Day     | W. Day                     | Thomas Cosby                                                                      |         |
| 1835      | Queen of Trumps      | Tommy Lye           | John Blenkhorn             | Edward Lloyd-Mostyn                                                               |         |
| 1836      | Cyprian              | Bill Scott          | John Scott                 | John Scott                                                                        |         |
| 1837      | Miss Letty           | John Holmes         | Isaac Blades               | Thomas Orde-Powlett                                                               |         |
| 1838      | Industry             | Bill Scott          | John Scott                 | 6. Earl of Chesterfield                                                           |         |
| 1839      | Deception            | John Barham Day     | W. Treen                   | Fulwar Craven                                                                     |         |
| 1840      | Crucifix             | John Barham Day     | John Barham Day            | Lord George Bentinck                                                              |         |
| 1841      | Ghuznee              | Bill Scott          | John Scott                 | 1. Marquess of Westminster                                                        |         |
| 1842      | Our Nell             | Tommy Lye           | Tom Dawson                 | George Dawson                                                                     |         |
| 1843      | Poison               | Frank Butler        | R. Fisher                  | George Samuel Ford                                                                |         |
| 1844      | The Princess         | Frank Butler        | John Scott                 | George Anson                                                                      |         |
| 1845      | Refraction           | Henry Bell          | John Kent, Jr.             | 5. Duke of Richmond                                                               |         |
| 1846      | Mendicant            | Sam Day             | John Day                   | John Gully                                                                        |         |
| 1847      | Miami                | Sim Templeman       | W. Beresford               | Sir Joseph Hawley                                                                 |         |
| 1848      | Cymba                | Sim Templeman       | John Day                   | Harry Hill                                                                        |         |
| 1849      | Lady Evelyn          | Frank Butler        | Tom Taylor                 | 6. Earl of Chesterfield                                                           |         |
| 1850      | Rhedycina            | Frank Butler        | William Goodwin            | George Hobson                                                                     |         |
| 1851      | Iris                 | Frank Butler        | John Scott                 | Lord Stanley                                                                      |         |
| 1852      | Songstress           | Frank Butler        | John Scott                 | John Scott                                                                        |         |
| 1853      | Catherine Hayes      | Charles Marlow      | Mathew Dawson              | John Don-Wauchope                                                                 |         |
| 1854      | Mincemeat            | Jack Charlton       | William Goodwin            | William Cookson                                                                   |         |
| 1855      | Marchioness          | Sim Templeman       | John Scott                 | William Rudston-Read                                                              |         |
| 1856      | Mincepie             | Alfred Day          | John Day                   | Harry Hill                                                                        |         |
| 1857      | Blink Bonny          | Jack Charlton       | William l’Anson            | William l’Anson                                                                   |         |
| 1858      | Governess 1          | Tom Ashmall         | Tom Eskrett                | William Gratwicke                                                                 |         |
| 1859      | Summerside           | George Fordham      | Tom Taylor                 | 1. Baron Londesborough                                                            |         |
| 1860      | Butterfly            | Jim Snowden         | G. Oates                   | Richard Eastwood                                                                  |         |
| 1861      | Brown Duchess        | Luke Snowden        | Joseph Saxon               | Joseph Saxon                                                                      |         |
| 1862      | Feu de Joie          | Tom Chaloner        | James Godding              | Richard Naylor                                                                    |         |
| 1863      | Queen Bertha         | Tom Aldcroft        | John Scott                 | 6. Viscount Falmouth                                                              |         |
| 1864      | Fille de l’Air       | Arthur Edwards      | Tom Jennings, Sr.          | Frédéric de Lagrange                                                              |         |
| 1865      | Regalia              | John Norman         | William Harlock            | William Graham                                                                    |         |
| 1866      | Tormentor            | Jimmy Mann          | C. Blanton                 | Benjamin Ellam                                                                    |         |
| 1867      | Hippia               | John Daley          | Joseph Hayhoe              | Mayer A. de Rothschild                                                            |         |
| 1868      | Formosa              | George Fordham      | Henry Woolcott             | William Graham                                                                    |         |
| 1869      | Brigantine           | Tom Cannon, Sr.     | William Day                | Sir Frederick Johnstone                                                           |         |
| 1870      | Gamos                | George Fordham      | Henry Woolcott             | William Graham                                                                    | 2:46.50 |
| 1871      | Hannah               | Charlie Maidment    | Joseph Hayhoe              | Mayer A. de Rothschild                                                            | 2:51.00 |
| 1872      | Reine                | George Fordham      | Tom Jennings, Sr.          | Claude-Joachim Lefèvre                                                            |         |
| 1873      | Marie Stuart         | Tom Cannon, Sr.     | Robert Peck                | James Merry                                                                       |         |
| 1874      | Apology              | John Osborne, Jr.   | William Osborne            | John King                                                                         | 2:48.00 |
| 1875      | Spinaway             | Fred Archer         | Mathew Dawson              | 6. Viscount Falmouth                                                              |         |
| 1876 (dh) | Camelia Enguerrande  | Tom Glover Hudson   | T. Cunnington C. Wetherall | Frédéric de Lagrange Auguste Lupin                                                |         |
| 1877      | Placida              | Harry Jeffery       | Joseph Marsh               | John Fiennes                                                                      | 2:54.50 |
| 1878      | Jannette             | Fred Archer         | Mathew Dawson              | 6. Viscount Falmouth                                                              | 2:54.00 |
| 1879      | Wheel of Fortune     | Fred Archer         | Mathew Dawson              | 6. Viscount Falmouth                                                              | 3:02.00 |
| 1880      | Jenny Howlet         | Jim Snowden         | William l’Anson, Jr.       | Charles Perkins                                                                   | 2:49.00 |
| 1881      | Thebais              | George Fordham      | Alec Taylor, Sr.           | William Stirling Crawfurd                                                         | 2:46.00 |
| 1882      | Geheimniss           | Tom Cannon, Sr.     | John Porter                | 7. Earl of Stamford                                                               |         |
| 1883      | Bonny Jean           | John Watts          | Joe Cannon                 | 5. Earl of Rosebery                                                               | 2:53.00 |
| 1884      | Busybody             | Tom Cannon, Sr.     | Tom Cannon, Sr.            | George Baird                                                                      |         |
| 1885      | Lonely               | Fred Archer         | William Gilbert, Jr.       | 5. Earl Cadogan                                                                   | 2:44.00 |
| 1886      | Miss Jummy           | John Watts          | Richard Marsh              | 12. Duke of Hamilton                                                              | 2:54.40 |
| 1887      | Reve d’Or            | Charles Wood        | Alec Taylor, Sr.           | 8. Duke of Beaufort                                                               | 2:50.40 |
| 1888      | Seabreeze            | Jack Robinson       | James Jewitt               | 5. Baron Calthorpe                                                                | 2:42.8  |
| 1889      | L’Abbesse de Jouarre | Jimmy Woodburn      | Robert Sherwood            | Lord Randolph Churchill                                                           | 2:45.00 |
| 1890      | Memoir               | John Watts          | George Dawson              | 6. Duke of Portland                                                               | 2:40.80 |
| 1891      | Mimi                 | Fred Rickaby        | Mathew Dawson              | Noel Fenwick                                                                      | 2:54.60 |
| 1892      | La Flèche            | George Barrett      | John Porter                | Baron Maurice de Hirsch                                                           | 2:43.20 |
| 1893      | Mrs Butterwick       | John Watts          | George Dawson              | 6. Duke of Portland                                                               | 2:44.00 |
| 1894      | Amiable              | Walter Bradford     | George Dawson              | 6. Duke of Portland                                                               | 2:50.00 |
| 1895      | La Sagesse           | Sam Loates          | Martin Gurry               | Sir James Miller                                                                  | 2:48.80 |
| 1896      | Canterbury Pilgrim   | Fred Rickaby        | George Lambton             | 16. Earl of Derby                                                                 | 2:45.60 |
| 1897      | Limasol              | Walter Bradford     | Tom Jennings, Jr.          | 2. Baron Hindlip                                                                  | 2:45.00 |
| 1898      | Airs and Graces      | Walter Bradford     | Fred Day                   | W. T. Jones                                                                       | 2:45.20 |
| 1899      | Musa                 | Otto Madden         | Harry Enoch                | Douglas Baird                                                                     | 2:44.00 |
| 1900      | La Roche             | Morny Cannon        | John Porter                | 6. Duke of Portland                                                               | 2:48.20 |
| 1901      | Cap and Bells        | Milton Henry        | Sam Darling                | Foxhall Keene                                                                     | 2:44.40 |
| 1902      | Sceptre              | Herbert Randall     | Bob Sievier                | Bob Sievier                                                                       | 2:46.60 |
| 1903      | Our Lassie           | Morny Cannon        | Charles Morton             | Jack Barnato Joel                                                                 | 2:44.60 |
| 1904      | Pretty Polly         | Willie Lane         | Peter Gilpin               | Eustace Loder                                                                     | 2:46.20 |
| 1905      | Cherry Lass          | Herbert Jones       | Jack Robinson              | William Hall Walker                                                               | 2:38.00 |
| 1906      | Keystone             | Danny Maher         | George Lambton             | 16. Earl of Derby                                                                 | 2:38.60 |
| 1907      | Glass Doll           | Herbert Randall     | Charles Morton             | Jack Barnato Joel                                                                 | 2:42.00 |
| 1908      | Signorinetta         | Billy Bullock       | Odoardo Ginistrelli        | Odoardo Ginistrelli                                                               | 2:42.40 |
| 1909      | Perola               | Frank Wootton       | Saunders Davies            | William Cooper                                                                    | 2:39.80 |
| 1910      | Rosedrop             | Charlie Trigg       | Alec Taylor, Jr.           | Sir William Bass                                                                  | 2:38.20 |
| 1911      | Cherimoya            | Fred Winter, Sr.    | Charlie Marsh              | William Broderick Cloete                                                          | 2:41.60 |
| 1912      | Mirska               | Joe Childs          | Tom Jennings, Jr.          | Jean Prat                                                                         | 2:43.00 |
| 1913      | Jest                 | Fred Rickaby, Jr.   | Charles Morton             | Jack Barnato Joel                                                                 | 2:37.60 |
| 1914      | Princess Dorrie      | Bill Huxley         | Charles Morton             | Jack Barnato Joel                                                                 | 2:38.20 |
| 1915      | Snow Marten          | Walter Griggs       | Peter Gilpin               | Ludwig Neumann                                                                    | 2:36.20 |
| 1916      | Fifinella            | Joe Childs          | Dick Dawson                | Sir Edward Hulton                                                                 | 2:35.00 |
| 1917      | Sunny Jane           | Otto Madden         | Alec Taylor, Jr.           | Waldorf Astor                                                                     | 2:43.40 |
| 1918      | My Dear2             | Steve Donoghue      | Alec Taylor, Jr.           | Alfred Cox                                                                        | 2:34.80 |
| 1919      | Bayuda               | Joe Childs          | Alec Taylor, Jr.           | Lady James Douglas                                                                | 2:37.20 |
| 1920      | Charlebelle          | Albert Whalley      | Sandy Braime               | Alan Cunliffe                                                                     | 2:38.20 |
| 1921      | Love in Idleness     | Joe Childs          | Alec Taylor, Jr.           | Joseph Watson                                                                     | 2:38.40 |
| 1922      | Pogrom               | Ted Gardner         | Alec Taylor, Jr.           | 2. Viscount Astor                                                                 | 2:36.20 |
| 1923      | Brownhylda           | Vic Smyth           | Dick Dawson                | Vicomte de Fontarce                                                               | 2:37.00 |
| 1924      | Straitlace           | Frank O’Neill       | Dawson Waugh               | Sir Edward Hulton                                                                 | 2:47.00 |
| 1925      | Saucy Sue            | Frank Bullock       | Alec Taylor, Jr.           | 2. Viscount Astor                                                                 | 2:43.60 |
| 1926      | Short Story          | Bobby Jones         | Alec Taylor, Jr.           | 2. Viscount Astor                                                                 | 2:43.60 |
| 1927      | Beam                 | Tommy Weston        | Frank Butters              | 3. Earl of Durham                                                                 | 2:34.60 |
| 1928      | Toboggan             | Tommy Weston        | Frank Butters              | 17. Earl of Derby                                                                 | 2:37.40 |
| 1929      | Pennycomequick       | Henri Jelliss       | Joseph Lawson              | 2. Viscount Astor                                                                 | 2:35.80 |
| 1930      | Rose of England      | Gordon Richards     | Thomas Hogg                | Lord Glanely                                                                      | 2:39.00 |
| 1931      | Brulette             | Charlie Elliott     | Frank Carter               | Charles Birkin                                                                    | 2:39.20 |
| 1932      | Udaipur              | Michael Beary       | Frank Butters              | Aga Khan III.                                                                     | 2:43.20 |
| 1933      | Chatelaine           | Sam Wragg           | Fred Templeman             | Ernest Thornton-Smith                                                             | 2:36.80 |
| 1934      | Light Brocade        | Brownie Carslake    | Frank Butters              | 5. Earl of Durham                                                                 | 2:35.20 |
| 1935      | Quashed              | Henri Jelliss       | Colledge Leader            | Lord Stanley                                                                      | 2:41.40 |
| 1936      | Lovely Rosa          | Tommy Weston        | Harry Cottrill             | Sir Abe Bailey                                                                    | 2:36.00 |
| 1937      | Exhibitionnist       | Steve Donoghue      | Joseph Lawson              | Sir Victor Sassoon                                                                | 2:36.80 |
| 1938      | Rockfel              | Harry Wragg         | Ossie Bell                 | Sir Hugo Cunliffe-Owen                                                            | 2:37.00 |
| 1939      | Galatea              | Bobby Jones         | Joseph Lawson              | Robert Sterling Clark                                                             | 2:40.60 |
| 1940      | Godiva               | Doug Marks          | William Rose Jarvis        | Esmond Harmsworth                                                                 | 2:29.40 |
| 1941      | Commotion            | Harry Wragg         | Fred Darling               | Arthur Dewar                                                                      | 2:35.60 |
| 1942      | Sun Chariot          | Gordon Richards     | Fred Darling               | King George VI.                                                                   | 2:33.20 |
| 1943      | Why Hurry            | Charlie Elliott     | Noel Cannon                | Jimmy Rank                                                                        | 2:32.60 |
| 1944      | Hycilla              | Georges Bridgland   | Cecil Boyd-Rochfort        | William Woodward, Sr.                                                             | 2:30.40 |
| 1945      | Sun Stream           | Harry Wragg         | Walter Earl                | 17. Earl of Derby                                                                 | 2:30.00 |
| 1946      | Steady Aim           | Harry Wragg         | Frank Butters              | Sir Alfred Butt                                                                   | 2:41.00 |
| 1947      | Imprudence           | Rae Johnstone       | Joseph Lieux               | Mrs Pierre Corbière                                                               | 2:40.00 |
| 1948      | Masaka               | Billy Nevett        | Frank Butters              | Aga Khan III.                                                                     | 2:40.60 |
| 1949      | Musidora             | Edgar Britt         | Charles Elsey              | Norman Donaldson                                                                  | 2:40.00 |
| 1950      | Asmena               | Rae Johnstone       | Charles Semblat            | Marcel Boussac                                                                    | 2:42.40 |
| 1951      | Neasham Belle        | Stan Clayton        | Geoffrey Brooke            | Lionel Holliday                                                                   | 2:41.20 |
| 1952      | Frieze               | Edgar Britt         | Charles Elsey              | Alexander Keith                                                                   | 2:35.36 |
| 1953      | Ambiguity            | Joe Mercer          | Jack Colling               | 3. Viscount Astor                                                                 | 2:36.48 |
| 1954      | Sun Cap              | Rae Johnstone       | Richard Carver             | Mrs Robert Forget                                                                 | 2:39.12 |
| 1955      | Meld                 | Harry Carr          | Cecil Boyd-Rochfort        | Lady Zia Wernher                                                                  | 2:47.48 |
| 1956      | Sicarelle            | Freddie Palmer      | François Mathet            | Suzy Volterra                                                                     | 2:42.00 |
| 1957      | Carrozza             | Lester Piggott      | Noel Murless               | Queen Elizabeth II.                                                               | 2:37.24 |
| 1958      | Bella Paola          | Max Garcia          | François Mathet            | François Dupré                                                                    | 2:40.48 |
| 1959      | Petite Etoile        | Lester Piggott      | Noel Murless               | Prince Aly Khan                                                                   | 2:35.48 |
| 1960      | Never Too Late       | Roger Poincelet     | Etienne Pollet             | Mrs Howell Jackson                                                                | 2:39.12 |
| 1961      | Sweet Solera         | Bill Rickaby        | Reginald Day               | Mrs Magnus Castello                                                               | 2:39.24 |
| 1962      | Monade               | Yves Saint-Martin   | Joseph Lieux               | George Goulandris                                                                 | 2:38.12 |
| 1963      | Noblesse             | Garnie Bougoure     | Paddy Prendergast          | Evelyn Olin                                                                       | 2:39.36 |
| 1964      | Homeward Bound       | Greville Starkey    | John Oxley                 | Foster Robinson                                                                   | 2:49.36 |
| 1965      | Long Look            | Jack Purtell        | Vincent O’Brien            | James Cox Brady, Jr.                                                              | 2:39.56 |
| 1966      | Valoris              | Lester Piggott      | Vincent O’Brien            | Charles Clore                                                                     | 2:39.35 |
| 1967      | Pia                  | Edward Hide         | Bill Elsey                 | Gräfin Batthyány                                                                  | 2:38.34 |
| 1968      | La Lagune            | Gérard Thiboeuf     | François Boutin            | Henry Berlin                                                                      | 2:41.66 |
| 1969      | Sleeping Partner     | John Gorton         | Doug Smith                 | 6. Earl of Rosebery                                                               | 2:39.94 |
| 1970      | Lupe                 | Sandy Barclay       | Noel Murless               | Gladys Joel                                                                       | 2:41.46 |
| 1971      | Altesse Royale       | Geoff Lewis         | Noel Murless               | Roger Hue-Williams                                                                | 2:36.95 |
| 1972      | Ginevra              | Tony Murray         | Ryan Price                 | Charles St George                                                                 | 2:39.35 |
| 1973      | Mysterious           | Geoff Lewis         | Noel Murless               | George Pope, Jr.                                                                  | 2:36.31 |
| 1974      | Polygamy             | Pat Eddery          | Peter Walwyn               | Louis Freedman                                                                    | 2:39.39 |
| 1975      | Juliette Marny       | Lester Piggott      | Jeremy Tree                | James Ian Morrison                                                                | 2:39.10 |
| 1976      | Pawneese             | Yves Saint-Martin   | Angel Penna, Sr.           | Daniel Wildenstein                                                                | 2:35.25 |
| 1977      | Dunfermline          | Willie Carson       | Dick Hern                  | Queen Elizabeth II.                                                               | 2:36.53 |
| 1978      | Fair Salinia         | Greville Starkey    | Michael Stoute             | Sven Hanson                                                                       | 2:36.82 |
| 1979      | Scintillate          | Pat Eddery          | Jeremy Tree                | James Morrison                                                                    | 2:43.74 |
| 1980      | Bireme               | Willie Carson       | Dick Hern                  | Dick Hollingsworth                                                                | 2:34.33 |
| 1981      | Blue Wind            | Lester Piggott      | Dermot Weld                | Diana Firestone                                                                   | 2:40.93 |
| 1982      | Time Charter         | Billy Newnes        | Henry Candy                | Robert Barnett                                                                    | 2:34.21 |
| 1983      | Sun Princess         | Willie Carson       | Dick Hern                  | Sir Michael Sobell                                                                | 2:40.98 |
| 1984      | Circus Plume         | Lester Piggott      | John Dunlop                | Sir Robin McAlpine                                                                | 2:38.97 |
| 1985      | Oh So Sharp          | Steve Cauthen       | Henry Cecil                | Muhammad bin Raschid Al Maktum                                                    | 2:41.37 |
| 1986      | Midway Lady          | Ray Cochrane        | Ben Hanbury                | Harry Ranier                                                                      | 2:35.60 |
| 1987      | Unite                | Walter Swinburn     | Michael Stoute             | Muhammad bin Raschid Al Maktum                                                    | 2:38.17 |
| 1988      | Diminuendo           | Steve Cauthen       | Henry Cecil                | Muhammad bin Raschid Al Maktum                                                    | 2:35.02 |
| 1989      | Snow Bride3          | Steve Cauthen       | Henry Cecil                | Saeed bin M. Al Maktoum                                                           | 2:34.22 |
| 1990      | Salsabil             | Willie Carson       | John Dunlop                | Hamdan Al Maktoum                                                                 | 2:38.70 |
| 1991      | Jet Ski Lady         | Christy Roche       | Jim Bolger                 | Maktoum Al Maktoum                                                                | 2:37.30 |
| 1992      | User Friendly        | George Duffield     | Clive Brittain             | Bill Gredley                                                                      | 2:39.77 |
| 1993      | Intrepidity          | Michael Roberts     | André Fabre                | Muhammad bin Raschid Al Maktum                                                    | 2:34.19 |
| 1994      | Balanchine           | Frankie Dettori     | Hilal Ibrahim              | Maktoum / Godolphin                                                               | 2:40.37 |
| 1995      | Moonshell            | Frankie Dettori     | Saeed bin Suroor           | Maktoum / Godolphin                                                               | 2:35.44 |
| 1996      | Lady Carla           | Pat Eddery          | Henry Cecil                | Wafic Saïd                                                                        | 2:35.55 |
| 1997      | Reams of Verse       | Kieren Fallon       | Henry Cecil                | Khalid Abdullah                                                                   | 2:35.59 |
| 1998      | Shahtoush            | Michael Kinane      | Aidan O’Brien              | Nagle / Magnier                                                                   | 2:38.23 |
| 1999      | Ramruma              | Kieren Fallon       | Henry Cecil                | Prince Fahd bin Salman                                                            | 2:38.72 |
| 2000      | Love Divine          | Richard Quinn       | Henry Cecil                | Lordship Stud                                                                     | 2:43.11 |
| 2001      | Imagine              | Michael Kinane      | Aidan O’Brien              | Nagle / Magnier                                                                   | 2:36.70 |
| 2002      | Kazzia               | Frankie Dettori     | Saeed bin Suroor           | Godolphin                                                                         | 2:44.52 |
| 2003      | Casual Look          | Martin Dwyer        | Andrew Balding             | William S. Farish III                                                             | 2:38.07 |
| 2004      | Ouija Board          | Kieren Fallon       | Ed Dunlop                  | 19. Earl of Derby                                                                 | 2:35.41 |
| 2005      | Eswarah              | Richard Hills       | Michael Jarvis             | Hamdan Al Maktoum                                                                 | 2:39.00 |
| 2006      | Alexandrova          | Kieren Fallon       | Aidan O’Brien              | Magnier / Tabor / Smith                                                           | 2:37.71 |
| 2007      | Light Shift          | Ted Durcan          | Henry Cecil                | Niarchos Familie                                                                  | 2:40.38 |
| 2008      | Look Here            | Seb Sanders         | Ralph Beckett              | Julian Richmond-Watson                                                            | 2:36.89 |
| 2009      | Sariska              | Jamie Spencer       | Michael Bell               | Lady Bamford                                                                      | 2:35.28 |
| 2010      | Snow Fairy           | Ryan Moore          | Ed Dunlop                  | Anamoine Ltd                                                                      | 2:35.77 |
| 2011      | Dancing Rain         | Johnny Murtagh      | William Haggas             | Martin and Lee Taylor                                                             | 2:41.73 |
| 2012      | Was                  | Seamie Heffernan    | Aidan O’Brien              | Smith / Magnier / Tabor                                                           | 2:38.68 |
| 2013      | Talent               | Richard Hughes      | Ralph Beckett              | J Rowsell & M Dixon                                                               | 2:42.00 |
| 2014      | Taghrooda            | Paul Hanagan        | John Gosden                | Hamdan Al Maktoum                                                                 | 2:34.89 |
| 2015      | Qualify              | Colm O’Donoghue     | Aidan O’Brien              | Chantal Regalado-Gonzalez                                                         | 2:37.41 |
| 2016      | Minding              | Ryan Moore          | Aidan O’Brien              | Smith / Magnier / Tabor                                                           | 2:42.66 |
| 2017      | Enable               | Frankie Dettori     | John Gosden                | Khalid Abdullah                                                                   | 2:34.13 |
| 2018      | Forever Together     | Donnacha O’Brien    | Aidan O’Brien              | Smith/Magnier/Tabor                                                               | 2:40.39 |
| 2019      | Anapurna             | Frankie Dettori     | John Gosden                | Meon Valley Stud (Helena Springfield Ltd)                                         | 2:36.09 |
| 2020      | Love                 | Ryan Moore          | Aidan O’Brien              | Smith/Magnier/Tabor Aufgrund der COVID-19-Pandemie fand das Rennen im Juni statt. | 2:34.06 |
| 2021      | Snowfall             | Frankie Dettori     | Aidan O’Brien              | Smith/Magnier/Tabor                                                               | 2:42.67 |
| 2022      | Tuesday              | Ryan Moore          | Aidan O’Brien              | Smith/Magnier/Tabor / Westerberg                                                  | 2:37.83 |
| 2023      | Soul Sister          | Frankie Dettori     | John & Thady Gosden        | Carole Bamford                                                                    | 2:36.41 |
| 2024      | Ezeliya              | Chris Hayes         | Dermot Weld                | Aga Khan IV.                                                                      | 2:42.06 |
| 2025      | Minnie Hauk          | Ryan Moore          | Aidan O'Brien              | Smith / Susan Magnier / Michael Tabor                                             | 2:38.91 |

1 1858 Totes Rennen, aber Governess schlug Gildermire in einem Stechen.

2 1918 ging Stony Ford als erste durchs Ziel, sie wurde jedoch wegen Behinderung von My Dear disqualifiziert.

3 1989 ging Aliysa als erste durchs Ziel, sie wurde jedoch nach einem Test wegen einer verbotenen Substanz disqualifiziert. 